# Comté de Twin Falls
Le comté de Twin Falls est un comté des États-Unis situé dans l’État de l'Idaho. En 2010, la population était de 77 230 habitants. Son siège est Twin Falls. Le comté a été créé en 1907 à partir du comté de Cassia pour répondre au développement démographique de la région (fondation de Twin Falls en 1904). Il doit son nom à une cascade qui porte le même nom, sur la rivière Snake, rivière qui constitue la majeure partie de la frontière nord du comté.

## Géolocalisation
| Comté d'Elmore | Comté de Gooding Comté de Jerome |                 |
| Comté d'Owyhee | Comté de Twin Falls              | Comté de Cassia |
|                | Comté d'Elko, (Nevada)           |                 |

## Principales villes
- Buhl
- Castleford
- Filer
- Hansen
- Hollister
- Kimberly
- Murtaugh
- Rogerson
- Twin Falls

## Démographie
| 1910   | 1920   | 1930   | 1940   | 1950   | 1960   |
| ------ | ------ | ------ | ------ | ------ | ------ |
| 13 543 | 28 398 | 29 828 | 36 403 | 40 979 | 41 842 |

| 1970   | 1980   | 1990   | 2000   | 2010   | 2020   |
| ------ | ------ | ------ | ------ | ------ | ------ |
| 41 807 | 52 927 | 53 580 | 64 284 | 77 230 | 90 046 |